# Loma Pytá (Asunción)
Loma Pytã  es un populoso barrio de la ciudad de Asunción, capital de la República del Paraguay.
El uso del suelo es predominantemente residencial y en menor escala, comercial. Actualmente existen varios centros comerciales entre ellos el Shopping "El Portal". Varios Hipermercados de renombre también se han instalado en esta zona de Asunción entre ellos varios comercios de electrodomésticos y electrónica.

## Historia
Según relatos de antiguos pobladores de la zona, los primeros asentamientos datan del año 1943. Las primeras familias provenían de Arroyos y Esteros y otros sitios del interior del país. Los terrenos fueron adquiridos a través de los militares, quienes los otorgaban en cuotas o en forma gratuita a familias humildes. Entonces estaba ya asentado allí el puesto de la Caballería, que tenía una olería. Antiguamente la zona pertenecía al barrio Trinidad.

## Geografía
Situado en la ciudad de Asunción, capital del Paraguay, en el Departamento Central de la Región Oriental.
El barrio posee 3,29 km², Loma Pytá no posee pendientes muy pronunciadas, sino más bien suaves declives hacia la ruta Transchaco.
Límites
El barrio Loma Pytá tiene como limitantes a las calles Soldado Robustiano Quintana, San Blas, el arroyo Ytay y la ruta Transchaco. 
- Al norte limita con el barrio San Blas.
- Al sur limita con el barrio Ñu Guazú.
- Al este limita con la Ciudad de Luque y Mariano Roque Alonso.
- Al oeste limita con el barrio Botánico.

### Clima
Clima tropical, la temperatura media es de 28 °C en el verano y 19 °C en el invierno. Vientos predominantes del norte y sur. El promedio anual de precipitaciones es de 1700 mm.

## Población
Loma Pytá tiene una población de 4.912 habitantes aproximadamente, de los cuales el 47% son mujeres y el 53% son hombres. La densidad poblacional es de 1.486 hab./km².

### Demografía
La mayoría de las viviendas son de una sola planta. Las viviendas de carácter precario, ocupan un porcentaje bastante considerable principalmente en la zona baja (sector San Blás) o zona de seguridad de la ANAC. Las viviendas de nivel medio y alto están ubicadas en zonas de loteos como por ejemplo Villa La Golondrina y la zona de la Escuela de Caballería, y las colinas
Cuentan con un Materno Infantil de Loma Pytâ dependiente del Ministerio de Salud, posee dos sanatorios privados y dos escuelas y colegios públicos como así también varias universidades privadas
Actualmente el 100% de las casas cuentan con energía eléctrica, con agua potable y desagüe . Sin embargo hay un bajo porcentaje de cobertura del servicio telefónico.
En la década de 1980 los pobladores empezaron a tener servicios públicos como luz eléctrica y agua corriente. Anteriormente el agua que usaban provenía de pozos.
El servicio de recolección de basuras ha alcanzado una cobertura total, anteriormente esto no era posible debido a que las muchas de las calles carecían de pavimento.
Los pobladores son de nivel medio y medio bajo y se dedican al comercio. Hay además profesionales de diversas aéreas, entre ellos constructores, técnicos superiores, maestros de diversas áreas y amas de casa.

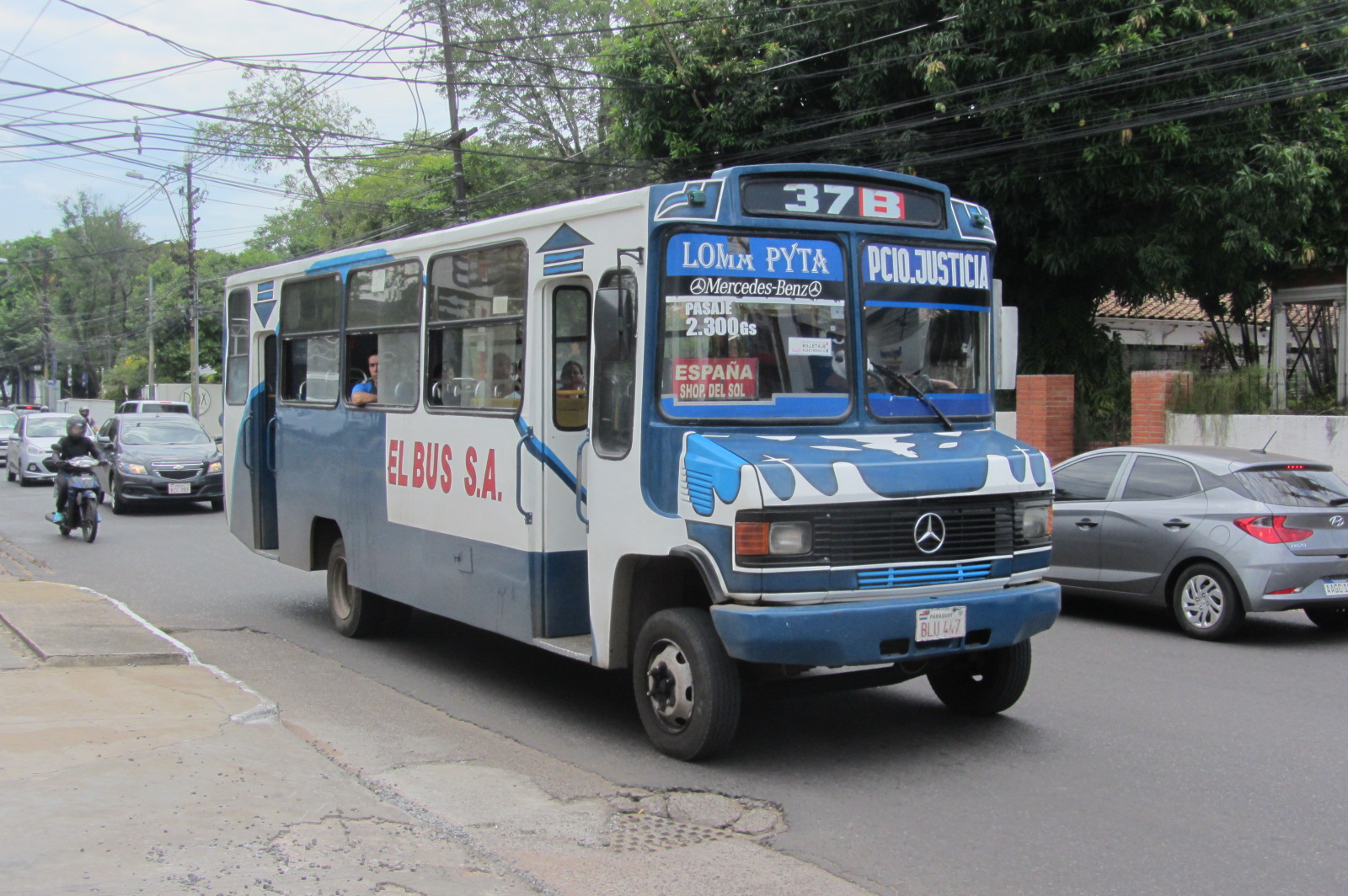
Colectivo de la Línea 37, una de las líneas que recorren Loma Pytá.

## Infraestructura
Las principales vías de comunicación son además de la ruta Nacional N.9 Transchaco que tiene actualmente 2 vías de 4 carriles cada una y bien iluminada, que sirve de acceso rápido al Centro de Asunción y las calles asfaltadas de circulación interna son San Blas, Sargento Lombardo, Teniente Villalba y Tte 2º Alejandro Monges. En general las calles están empedradas, algunas pocas carecen de pavimento aún.
Operan seis canales de televisión abiertos y varias empresas que emiten señales por cable. Se conectan con veinte emisoras de radio que transmiten en frecuencias AM y FM, destacando la emisora local comunitaria 103.5 Yvoty FM (Ubicada en el Edificio Bassilico). Cuenta con los servicios telefónicos de Copaco y los de telefonía celular, además cuenta con varios medios de comunicación y a todos los lugares llegan los diarios capitalinos
Cruzan el barrio ómnibus de las líneas La Chaqueña, Villa Hayes, Loma grande,2, 7, 13, 16, 23, 24, 34, 35, 37, 40, 44, 48, 23, 24, 58 y 156.

## Organizaciones
Instituciones No Gubernamentales
Religiosas Católicas:
- Parroquia San Agustín
- Parroquia San Blas
- Parroquia La Piedad

Entidad Social:
- Club Atlético Juventud
- Club General Artigas
- Club 24 de Junio

Instituciones Gubernamentales
Municipales:
- Plazas equipadas
- Urbanización Botánico
- Urbanización Monte Lindo
- Santa Teresita
- Urbanización La G San Blas
- Ycua Martínez

Policiales:
- Comisaría Nº 22

Servicio Sanitario:

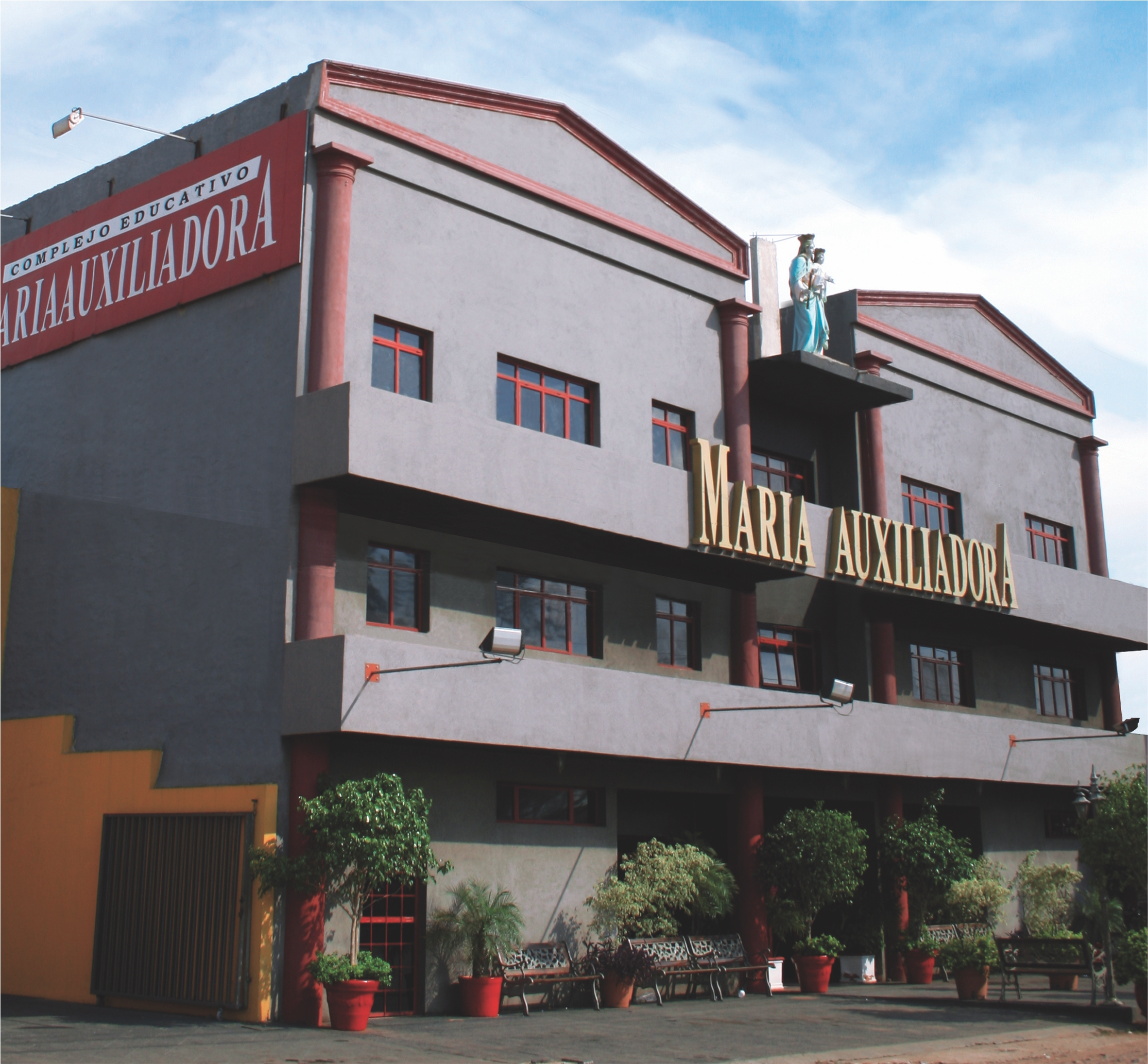
Universidad María Auxiliadora - UMAX

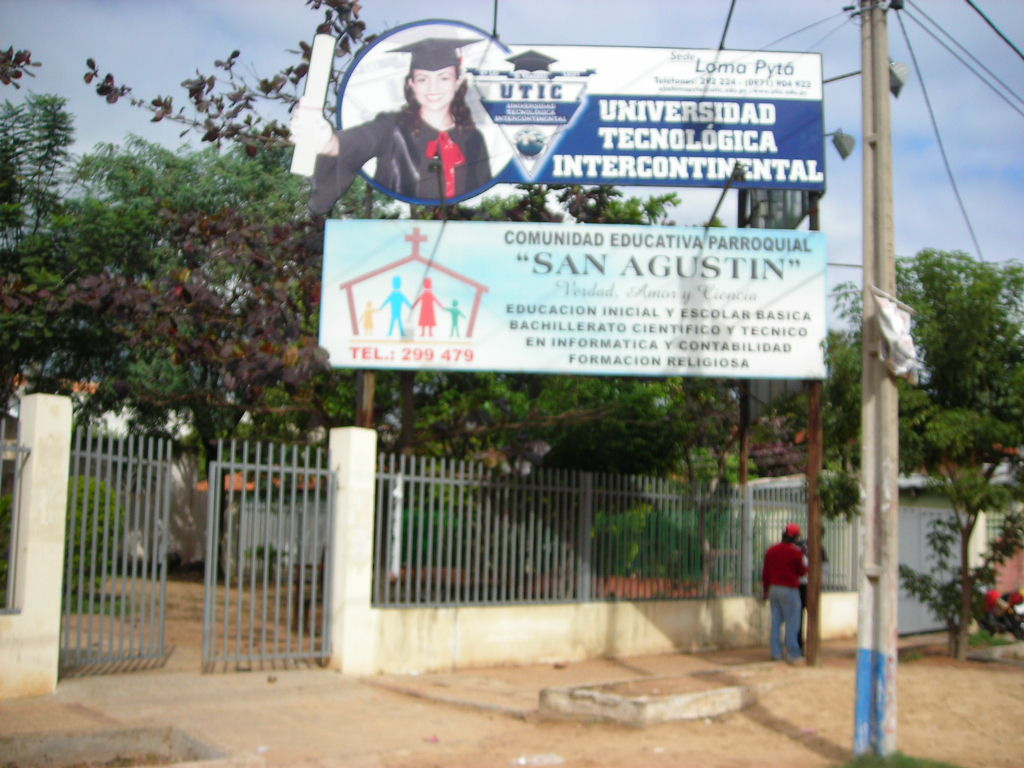
Colegio San Agustín.

- Hospital Materno Infantil de Loma Pytá
- Sanatorio Privado San Miguel
- Sanatorio Privado San Agustín

Educativas:
- UMAX (Universidad María Auxiliadora (Asunción, Paraguay))
- Colegio Nacional Las Mercedes.
- Escuela coronel Felipe Toledo.
- Escuela Básica Carlos Antonio López
- Colegio Luz y Alegría
- Colegio EMD Vicente Mongelos
- Centro Educativo Parroquial "San Agustín"
- Colegio y Universidad María Auxliadora
- Colegio y Universidad María Serrana
- Colegio Educativo Parroquial Monseñor Juan Sinforiano Bogarin
- Colegio 30 de Diciembre
- Colegio Nacional Oñondivepa
- Universidad Técnica de Comercialización y Desarrollo

- Datos: Q6669105